# Joseph Bendix

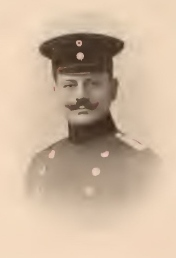
Joseph Bendix

Joseph Bendix, auch Josef Bendix (geb. 1. September 1874 in Dülmen; gest. 13. März 1904 in Owikokorero, Deutsch-Südwestafrika) war ein deutscher Regierungs-Baumeister und Leutnant der Reserve.

## Biographie

### Jugend und Ausbildung
Joseph Bendix besuchte in Dülmen vermutlich die jüdische Schule, in deren Vorstand sein Vater viele Jahre saß. 1885 wechselte er auf Dülmener Rektoratsschule Auf dem Bült, wo er durchgängig beste Noten bekam. Ab 1889 besuchte er ein Gymnasium in Münster und legte dort 1893 das Abitur ab. Anschließend nahm er ein Studium an der Technischen Hochschule Hannover auf, von 1895 bis 1899 besuchte er die Technische Hochschule Charlottenburg bis zu seinem Examen als Diplom-Ingenieur. In dieser Zeit, von 1896 bis 1897, leistete er einen einjährigen Militärdienst ab und wurde als einer von wenigen Juden zum Reserveoffizier bei den Pionieren der Königlich-Bayerischen Armee befördert, ein wichtiger Schritt für den gesellschaftlichen Aufstieg. Als Grund für den Eintritt in diese Armee und nicht in die preußische ist anzunehmen, dass man sich in Bayern gegenüber jüdischen Reserveoffizieren offener zeigte als in Preußen, weshalb nicht nur Bendix diesen Weg einschlug.
1903 bestand Bendix sein Staatsexamen als Regierungsbaumeister im Eisenbahnbaufach. Als solcher war er kurzzeitig an der Errichtung der Bahnhöfe in Dortmund und Hörde beteiligt. Noch im selben Jahr ließ er sich jedoch für zunächst sechs Monate beurlauben, um als Mitarbeiter des Unternehmens Arthur Koppel AG am Bau der Otavibahn in Deutsch-Südwestafrika mitzuwirken. Die Bahn sollte dem Abtransport des Kupfererzes der Minen von Tsumeb nach Swakopmund dienen.

### In Deutsch-Südwestafrika
Am 27. September 1903 erreichte Joseph Bendix mit der Ernst Woermann Swakopmund. Von unterwegs aus Monrovia schrieb er an seine Familie: „Negerdörfer unbeschreiblich [...] Gestank unerträglich“ und bei seiner Ankunft: „Sand, Sand, Sand bis auf 150 km ins Land hinein, die ganze Küste entlang kein Baum, kein Strauch, kein Grashalm“. In Swakopmund lebten zu dieser Zeit rund 350 Deutsche und 1000 einheimische Herero, die vom Binnenland an die Küste gebracht worden waren und vielfach wegen des ungewohnten Klimas an Lungenerkrankungen starben. Bendix: „Die Neger hier sind überhaupt ein verlottertes Gesindel, sie lügen und stehlen. [...] Wenn sie nicht parieren, bekommen sie 25 übergezählt.“ Über die Deutschen, darunter auch Juden, die er antraf, äußerte er sich positiv („äußerst nette“ Landsleute), ebenso über die Tatsache, dass es deutsches Bier vor Ort gab.
Zunächst zeigte sich Bendix mit den ihn aufgetragenen Aufgaben unzufrieden, und er beklagte sich brieflich bei seiner Familie: Ihm sei vorab gesagt worden, er solle die deutschen Siedler über den Bau der Bahn aufklären, werde aber als Streckeningenieur eingesetzt. Bald sprach er von seiner Rückreise nach Ablauf der geplanten sechs Monate, um sich dann am 6. Januar 1904 für weitere drei Jahre zu verpflichten, nachdem ihm ein Posten mit besserer Besoldung angeboten worden war.

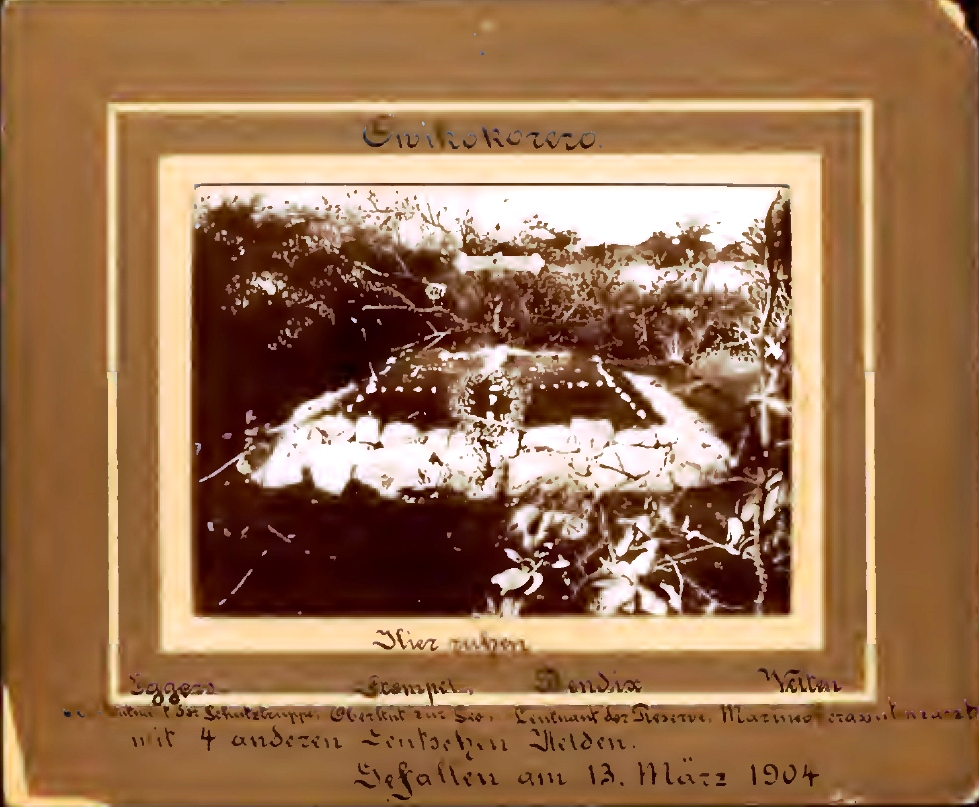
Gemeinschaftsgrab der gefallenen Soldaten bei Owikokorero

Wenige Tage später, am 12. Januar, brach der Herero-Aufstand los, und der Reserve-Leutnant Bendix wurde zur Schutztruppe eingezogen (oder meldete sich freiwillig). Er wurde gemeinsam mit weiteren Soldaten von der Besatzung der Habicht, die eilends aus Kapstadt herbeigeordert worden waren, in Richtung Karibib geschickt, um die von den Herero beschädigte Bahn zu reparieren und vor weiteren Zerstörungen zu schützen. Wegen der Regenzeit waren weite Teile der Strecke zudem unterspült. Auch sollte ein Ausweichen der Herero mit ihrem Vieh nach Botswana verhindert werden: „Ab und zu nehmen wir auch einige Herero gefangen, die dann an einem Baum in Karibib aufgehängt werden“, schrieb Bendix an seine Familie. Der Marsch entwickelte sich zu einer Strapaze, und unter den deutschen Soldaten – darunter die Seesoldaten von der Habicht ohne Landeskenntnis, die noch nie einen Herero gesehen hatten – herrschte eine derartige Nervosität, dass es zu drei Opfern in den eigenen Reihen durch Eigenbeschuss kam.
Die „Ostabteilung“ mit Bendix absolvierte in 18 Tagen 450 Kilometer und erreichte am 12. März 1904 die Wasserstelle Onjatu. Tags darauf begab sich eine 36-köpfige Aufklärungspatrouille unter Generalleutnant Franz Georg von Glasenapp mit Bendix in ihren Reihen auf Erkundung in Richtung der Wasserstelle Owikokorero. Die Patrouille fiel indes auf falsche Informationen von zurückgebliebenen Herero herein, geriet in einen Hinterhalt und hatte plötzlich „das gesamte Kriegsvolk des Stammes sich gegenüber“. Beim Rückzug wurden 24 Soldaten getötet, darunter auch Joseph Bendix. „Ritterlicher [...], das muss hier ausgesprochen werden, ist schwerlich je gekämpft worden.“ Unter den Gefallenen befand sich auch der Offizier Hugo von François, dessen Neigung, die Herero zu unterschätzen, mitverantwortlich für diese Niederlage gewesen sein soll. Die verstümmelten und von Tieren angefressenen Körper der Toten wurden am 28. März geborgen und in einem Gemeinschaftsgrab bestattet.

## Ehrungen und Nachwirkungen

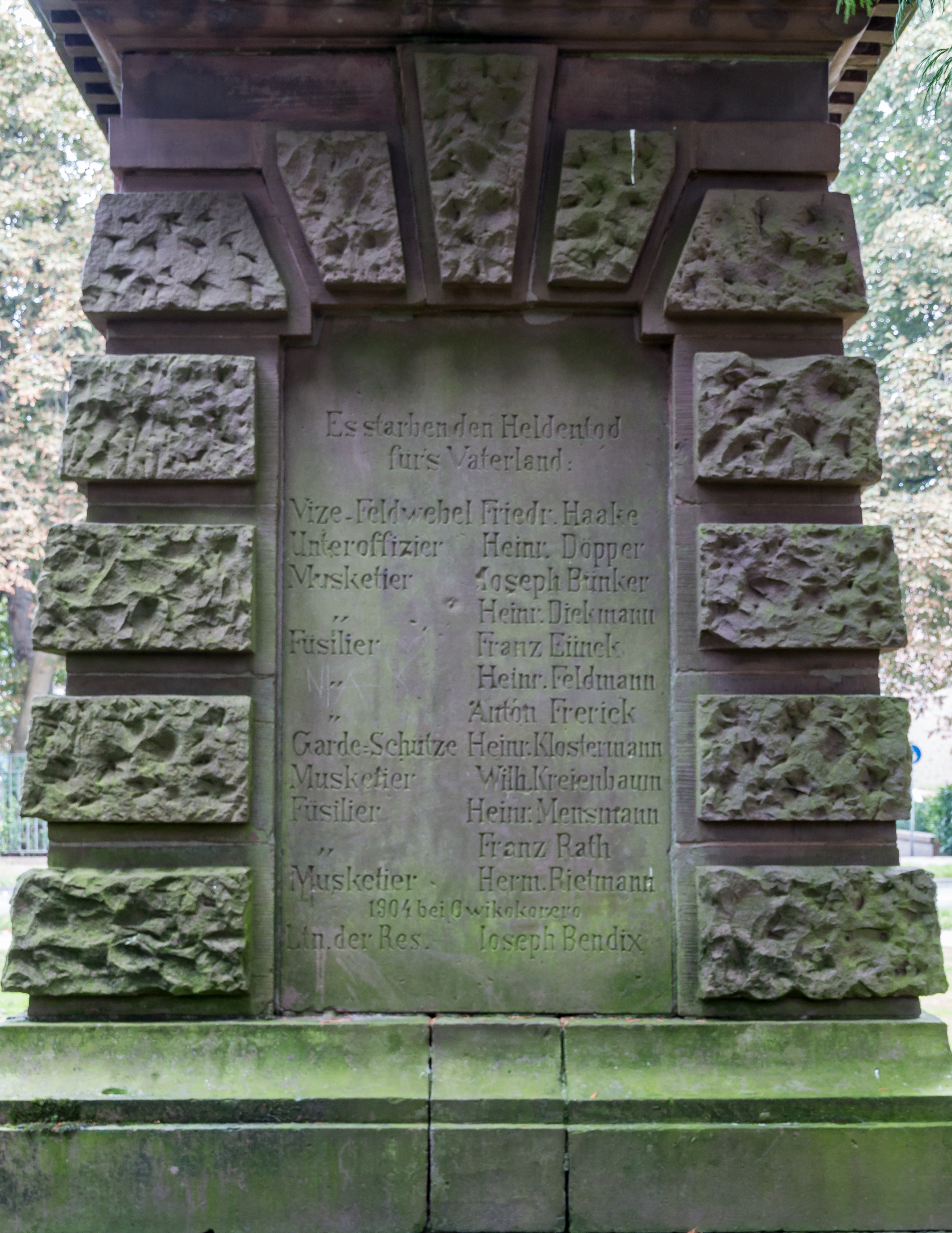
Kriegerehrenmal in Dülmen mit dem nachträglich eingefügten Namen von Joseph Bendix

Von mehreren Seiten wurde der Einsatz von Joseph Bendix gewürdigt, darunter vom Kommandeur der Kaiserlichen Schutztruppe, Theodor Leutwein, und dem Kommandeur des Königlich-Bayerischen 3. Pionierbataillons. Leutwein bescheinigte Bendix unter anderem „hervorragende Tüchtigkeit“ sowie ein „gefälliges, liebenswürdiges Wesen“. Die Zeitung Der Israelit schrieb, Bendix sei „zu den Fahnen geeilt“, um „an der Seite so überaus zahlreicher Kameraden den ehrenvollen Tod fürs Vaterland zu sterben“. Im Mai 1905 bekam die Familie ein von Kaiser Wilhelm entworfenes Gedenkblatt vom Oberkommando der Schutztruppen zugesandt, um „die Erinnerung an den für Kaiser und Reich gefallenen Herrn Bruder“ wachzuhalten.
Im September 1904 wurde an dem Kriegerehrenmal in Dülmen zur Erinnerung an die zwölf Toten der deutschen Einigungskriege von 1864, 1866 und 1870/71 nachträglich der Name von Joseph Bendix angebracht.
Die Allgemeine Zeitung des Judentums kommentierte diese Ehrung: „Angesichts der Ausnahmestellung, welche die ‚jüdischen Einjährigen‘ im preußischen Heere einnehmen, verdient diese Ehrung eines bayerischen jüdischen Offiziers besondere Hervorhebung.“
Vier Jahre später zitierte die Czernowitzer Allgemeine Zeitung anlässlich der Beförderung des jüdischen Generals Eduard von Schweitzer zum Feldmarschalleutnant durch Kaiser Franz Josef in Österreich einen Artikel der Berliner Vossischen Zeitung: „Aber es gibt seit Menschengedenken keinen aktiven jüdischen Offizier mehr im preußischen Heer [...] Allerdings, als die mörderischen Kämpfe in Südwestafrika ausgebrochen waren, war einer der ersten, die als Blutzeugen patriotischer Pflichterfüllen fielen, ein jüdischer Offizier. Der Regierungsbaumeister Joseph Bendix blieb in dem Gefecht von Ovikokorero [...] Aber nicht in Preußen hatte er die Epaulettes erhalten. Um sie zu erlangen, hatte er nach Bayern gehen müssen.“ Dies verstoße, so die Vossische, sowohl gegen eine Order des Kaisers wie auch dem Gesetz von 1869, das eine Gleichbehandlung aller Konfessionen vorschreibe. Die „Antisemiten“ hätten sich indes nicht gescheut, an einem „Kaiserwort zu drehn und zu deuteln“: Mit „Konfessionen“ seien lediglich die christlichen gemeint, so ihre Behauptung.
Sein Name fiel zudem Jahre später in einer Reichstagsdebatte am 18. April 1913. Am Tag zuvor hatte sich Reinhard Mumm, Abgeordneter der Christlich-sozialen Partei und bekannt für seine antisemitische Gesinnung, gegen die Einstellung jüdischer Offiziere in das Heer ausgesprochen: „Ich verkenne keinen Augenblick, dass jüdische Herren gerne kommandieren.“ Eugen Hähnle von der Fortschrittlichen Volkspartei wies darauf hin, dass „die Tatsachen eine andere Sprache sprechen“. In seiner Rede bezog er sich auf den Nachruf Leutweins auf Joseph Bendix. Auch der Abgeordnete Ernst Müller-Meiningen von der Freisinnigen Volkspartei zitierte diesen Nachruf und fragte, ob der Einfluss des „obersten Kriegsherrn“ so gering sei, „daß er wirklich auf diesem Gebiet nicht gegen die Vorurteile ankommen kann, die gegenüber den jüdischen Reserveoffizieren bestehen“.
Der Name von Joseph Bendix ist weiterhin auf dem Kriegerdenkmal in Dülmen zu lesen, dessen Nennung die „Dülmener Nazis“ offenbar übersehen hatten.
Die von Bendix hinterlassenen Dokumente befinden sich im Leo Baeck Institut.

## Familie
Josef Bendix war der älteste von acht Söhnen einer angesehenen jüdischen Familie in Dülmen, wo diese seit Anfang des 19. Jahrhunderts ansässig war. Seine Eltern waren Friederike (geborene Koppel, 1847–1894) und der Kaufmann Pins Bendix (1835–1915). Ein Cousin zweiten Grades war der Textil-Unternehmer Paul Bendix.
Drei seiner Brüder – Isaac, Levi und Otto – starben in jungen Jahren noch im 19. Jahrhundert, zwei von ihnen im Jahr ihrer Geburt, Levi im Alter von 18 Jahren. Der Bruder Max starb 1920 im Alter von 39 Jahren. Der Bruder Leopold (geboren 1895) emigrierte in die USA, wo er an einem unbekannten Datum starb; Julius Max (geboren 1883) wurde 1943 in Auschwitz ermordet. Der Bruder Albert Bendix lebte als Bankdirektor in Köln und floh 1939 mit seiner Familie in die Niederlande, wo sie am 15. Mai 1940, dem Tag des Einmarsches der Wehrmacht, gemeinsam Selbstmord beging. Für beide Brüder sind Stolpersteine in Köln verlegt.
Der 1920 verstorbene Max Bendix hinterließ seine Frau Regina und drei Kinder, Friederike, Bernhard und Walter. Den Söhnen gelang nach 1933 die Ausreise nach Südafrika, Mutter und Tochter flohen in die Niederlande, von wo aus sie 1943 in ein Vernichtungslager deportiert und ermordet wurden. Für die vier Mitglieder der Familie wurden in Dülmen Stolpersteine verlegt.